# Magnus I de Mecklemburgo
Magnus I (1345 - 1 de septiembre de 1384) fue duque de Mecklemburgo desde 1383 hasta su muerte.  Magnus fue el tercer hijo del duque Alberto II de Mecklemburgo y su esposa Eufemia de Suecia, la hermana del rey Magnus IV de Suecia. En algún momento posterior al año 1362, se casó con Isabel de Pomerania-Wolgast, hija de Barnim IV de Pomerania.
Magnus tuvo dos hijos:
- Juan IV, que gobernó Mecklemburgo desde 1384 hasta 1395 y de manera conjunta desde 1395 hasta 1422
- Eufemia (m. 16 de octubre de 1417);

se casó el 18 de octubre de 1397 con Baltasar, señor de Werle
Después de la muerte de su hermano Enrique III en 1383, gobernó Mecklemburgo junto con el hijo de Enrique, Alberto IV hasta su propia muerte en 1384.